# Shefqet Vërlaci
Shefqet (Shevket) Vërlaci (Elbasan, 15 dicembre 1877 – Zurigo, 21 luglio 1946) è stato un imprenditore e politico albanese.

## Biografia
Nacque ad Elbasan in Albania nel 1877 da Ismail Pasha e da Nure Methap di Sulova, in una famiglia di grandi proprietari terrieri. Già deputato dell'Impero ottomano negli anni antecedenti la prima guerra mondiale, nel 1922 fondò il Partito Progressista Albanese, che divenne il maggior partito albanese di ispirazione conservatrice.  Appoggiò la nomina di Ahmet Zogu a Primo Ministro; l'alleanza tra i due uomini politici venne suggellata dal fidanzamento di Zogu con Behie Vërlaci, figlia di Shefqet. Il 5 marzo 1924 venne a sua volta nominato Primo Ministro, succedendo a Zog che era stato nel frattempo ferito in un attentato; dopo pochi mesi fu però sostituito da Ilias Vrioni.
Nel 1928 Zog, incoronatosi re d'Albania come Zog I, ruppe il fidanzamento con Behie Verlaci; da quel momento nacque un grande attrito tra i due.
Nel 1939 Shefqet Vërlaci appoggiò il nuovo corso politico risultato dall'annessione dell'Albania al Regno d'Italia. Nell'aprile fu nuovamente nominato Primo Ministro del nuovo Governo albanese, fungendo anche brevemente da Capo di Stato provvisorio fino all'assunzione della corona di Albania da parte di Vittorio Emanuele III. L'8 aprile 1939 era stato nominato Senatore del Regno d'Italia, assieme ad altri esponenti politici albanesi.
Mantenne la guida del governo fino al 3 dicembre 1941; il 17 maggio 1941 era anche stato oggetto di un attentato in Albania.
Shefqet Vërlaci morì a Zurigo in Svizzera nel 1946 ed è sepolto nel Cimitero acattolico di Campo Cestio a Roma.